# Musaranya de Zacatecas
La musaranya de Zacatecas (Sorex emarginatus) és una espècie de musaranya endèmica de Mèxic. Habita els boscos temperats. Es tracta d'un animal insectívor.